# Norwegischer Fußballpokal der Männer 1960
Der norwegische Fußballpokal 1960 (kurz auch NM-Cup 1960 genannt) war die 55. Austragung des Fußballpokalwettbewerbs der Männer. Der Pokalsieger musste nach einem 3:3 nach Verlängerung zwischen Rosenborg Trondheim und Odds BK ermittelt werden. Rosenborg gewann die Wiederholung mit 3:2 nach Verlängerung.

## 1. Runde
| Datum      |                    | Ergebnis  |                     |
| ---------- | ------------------ | --------- | ------------------- |
| 02.06.1960 | IL Stjørdals-Blink | 1:2       | Rosenborg Trondheim |
| 04.06.1960 | Egersunds IK       | 1:1 n. V. | Viking Stavanger    |
|            | SK Ulf             | 3:2       | FK Vidar            |
|            | SK Djerv 1919      | 2:1       | Kopervik IL         |
|            | SK Haugar          | 3:1       | Bryne FK            |
|            | Odda IL            | 0:2       | SK Vard Haugesund   |
|            | Stavanger IF       | 5:0       | Flekkefjord FK      |
|            | Sarpsborg FK       | 4:0       | Borgen IL           |
|            | Greåker IF         | 4:1       | Navestad IF         |
|            | Moss FK            | 6:1       | Gresvik IF          |
|            | Asker SK           | 5:0       | SK Sterling         |
|            | IL Liull           | 0:2       | Fredrikstad FK      |
|            | Vålerenga Oslo     | 5:0       | Kjelsås IL          |
|            | Sagene IF          | 3:1       | Røa IL              |
|            | Frigg Oslo FK      | 9:0       | Åsen SK             |
|            | SK Mesna           | 0:3       | Kapp IF             |
|            | Åssiden IF         | 3:1       | Sandaker SFK        |
|            | Strømsgodset IF    | 1:2       | Mjøndalen IF        |
|            | Svelvik IF         | 4:2 n. V. | SK Rapid Moss       |
|            | SK Falk Horten     | 0:4       | Fram Larvik         |
|            | Sandefjord BK      | 8:0       | Borre IF            |
|            | Larvik Turn        | 9:1       | Brevik IL           |
|            | Storms BK          | 1:5       | IF Pors             |
|            | IK Grane Arendal   | 0:2       | IF Skiens-Grane     |
|            | Vindbjart FK       | 5:4 n. V. | FK Vigør            |
|            | FK Donn            | 0:2       | Start Kristiansand  |
|            | Nordnes IL         | 1:2 n. V. | Erdal IL            |
|            | IL Varegg          | 1:0       | Fana IL             |
|            | Os TF              | 2:2 n. V. | Nymark IL           |
|            | SK Herd            | 3:2       | Aalesunds FK        |
|            | Skarbøvik IF       | 5:3       | IL Hødd             |
|            | SK Træff           | 0:6       | Molde FK            |
|            | IL Braatt          | 5:3       | Langevåg IL         |
|            | Kristiansund FK    | 2:1       | Clausenengen FK     |
|            | IL Framtid         | 1:2       | SK Freidig          |
|            | SK Brage           | 2:1       | Ranheim IL          |
|            | Fram Skatval       | 0:6       | Steinkjer FK        |
|            | FK Kvik Trondheim  | 2:1       | Fremad Kragerø      |
|            | Neset FK           | 2:3       | IL Sverre           |
|            | SK Nessegutten     | 2:0       | Verdal IL           |
|            | FK Gjøvik Lyn      | 7:0       | Hamar IL            |
|            | Raufoss IL         | 3:1       | IL Jotun            |
|            | Nybergsund IL      | 1:2       | Gjøvik SK           |
|            | Kongsvinger IL     | 1:2       | SFK Lyn Oslo        |
|            | Ski IL             | 1:0       | Selbak TIF          |
|            | Vestfossen IF      | 3:0       | Hokksund FK         |
|            | Årstad IL          | 1:0       | SK Djerv            |
|            | Sogndal IL         | 1:0       | IL Sandviken        |
|            | Tønsbergs TF       | 0:5       | Odds BK             |
|            | Urædd FK           | 7:0       | FK Ørn              |
|            | Heddal IL          | 1:6       | SK Snøgg            |
|            | IF Liv             | 1:2       | Lillestrøm SK       |
|            | IL Spartacus Oslo  | 3:0       | Skeid Oslo          |
|            | Strømmen IF        | 3:1       | Grue IL             |
|            | Askim FK           | 1:3       | FK Sparta Sarpsborg |
|            | Lisleby FK         | 3:1       | SK Hugin            |
|            | Aurskog IL         | 4:2       | SK Sprint-Jeløy     |
|            | Ham-Kam            | 5:0       | Tynset IF           |
|            | IL Sørfjell        | 7:0       | Risør FK            |
|            | FK Jerv            | 2:1       | Nedenes IL          |
|            | Geithus IL         | 2:1       | IF Birkebeineren    |
|            | Langesund IF       | 0:3       | IL Runar Sandefjord |
| 07.06.1960 | Herkules IF        | 1:3       | Eik IF              |
|            | Brann Bergen       | 5:0       | SK Hardy            |

### Wiederholungsspiele
| Datum      |                  | Ergebnis |              |
| ---------- | ---------------- | -------- | ------------ |
| 11.06.1960 | Nymark IL        | ?:?      | Os TF        |
|            | Viking Stavanger | 7:0      | Egersunds IK |

## 2. Runde
| Datum      |                     | Ergebnis  |                   |
| ---------- | ------------------- | --------- | ----------------- |
| 18.06.1960 | Viking Stavanger    | 1:0       | SK Djerv 1919     |
|            | SK Vard Haugesund   | 3:1       | SK Haugar         |
|            | SK Ulf              | 2:0       | Stavanger IF      |
|            | Lisleby FK          | 6:0       | Ski IL            |
|            | Moss FK             | 2:0       | FK Gjøvik Lyn     |
|            | FK Jerv             | 04:13     | Larvik Turn       |
|            | FK Sparta Sarpsborg | 0:4       | Frigg Oslo FK     |
|            | Asker SK            | 0:1       | Raufoss IL        |
|            | Fram Larvik         | 2:2 n. V. | IL Sørfjell       |
|            | Start Kristiansand  | 1:1 n. V. | Vindbjart FK      |
|            | IL Sverre           | 4:4 n. V. | FK Kvik Trondheim |
|            | IF Skiens-Grane     | 0:0 n. V. | Sandefjord BK     |
|            | Årstad IL           | 2:1       | IL Varegg         |
|            | Skeid Oslo          | 5:1       | Geithus IL        |
|            | SFK Lyn Oslo        | 5:1       | Ham-Kam           |
|            | Os TF               | 7:0       | Erdal IL          |
|            | SK Freidig          | 1:0       | SK Nessegutten    |
|            | Steinkjer FK        | 2:0       | SK Brage          |
|            | Mjøndalen IF        | 7:0       | Urædd FK          |
|            | IF Pors             | 5:0       | Svelvik IF        |
|            | SK Herd             | 1:2       | IL Braatt         |
|            | Molde FK            | 0:1       | Kristiansund FK   |
|            | Gjøvik SK           | 1:4       | Strømmen IF       |
|            | SK Snøgg            | 1:5       | Greåker IF        |
|            | IL Runar Sandefjord | 1:1 n. V. | Sarpsborg FK      |
| 19.06.1960 | Brann Bergen        | 3:1       | Sogndal IL        |
|            | Odds BK             | 0:0 n. V. | Åssiden IF        |
| 19.06.1960 | Lillestrøm SK       | 2:1       | Sagene IF         |
|            | Fredrikstad FK      | 7:0       | Aurskog IL        |
|            | Kapp IF             | 6:3       | Vålerenga Oslo    |
|            | Eik IF              | 5:6 n. V. | Vestfossen IF     |
| 26.06.1960 | Rosenborg Trondheim | 9:3       | Skarbøvik IF      |

### Wiederholungsspiele
| Datum      |                   | Ergebnis |                     |
| ---------- | ----------------- | -------- | ------------------- |
| 25.06.1960 | Åssiden IF        | 2:5      | Odds BK             |
|            | FK Kvik Trondheim | 3:2      | IL Sverre           |
|            | Sandefjord BK     | 4:1      | IF Skiens-Grane     |
|            | Sarpsborg FK      | 4:3      | IL Runar Sandefjord |
|            | IL Sørfjell       | 1:3      | Fram Larvik         |

## 3. Runde
| Datum      |                    | Ergebnis  |                     |
| ---------- | ------------------ | --------- | ------------------- |
| 14.08.1960 | Sarpsborg FK       | 1:0       | Lillestrøm SK       |
|            | Greåker IF         | 2:5       | Mjøndalen IF        |
|            | Frigg Oslo FK      | 1:1 n. V. | Rosenborg Trondheim |
|            | Strømmen IF        | 4:2       | Fram Larvik         |
|            | Raufoss IL         | 2:3       | SK Freidig          |
|            | Vestfossen IF      | 2:4       | SFK Lyn Oslo        |
|            | Sandefjord BK      | 3:0       | IF Pors             |
|            | Larvik Turn        | 4:0       | SK Ulf              |
|            | Odds BK            | 4:1       | Moss FK             |
|            | Start Kristiansand | 0:2       | Fredrikstad FK      |
|            | Viking Stavanger   | 1:0       | Os TF               |
|            | SK Vard Haugesund  | 0:2       | Brann Bergen        |
|            | Årstad IL          | 2:3       | Lisleby FK          |
|            | IL Braatt          | 0:3       | Kristiansund FK     |
|            | FK Kvik Trondheim  | 3:1       | Skeid Oslo          |
|            | Steinkjer FK       | 3:2       | Kapp IF             |

### Wiederholungsspiel
| Datum      |                     | Ergebnis |               |
| ---------- | ------------------- | -------- | ------------- |
| 24.08.1960 | Rosenborg Trondheim | 2:0      | Frigg Oslo FK |

## 4. Runde
| Datum      |                     | Ergebnis  |                   |
| ---------- | ------------------- | --------- | ----------------- |
| 04.09.1960 | Fredrikstad FK      | 2:2 n. V. | Steinkjer FK      |
|            | SK Freidig          | 2:1       | Viking Stavanger  |
|            | Lisleby FK          | 2:1       | FK Kvik Trondheim |
|            | Kristiansund FK     | 2:6       | Strømmen IF       |
|            | Brann Bergen        | 1:4       | Sandefjord BK     |
|            | Mjøndalen IF        | 2:2 n. V. | Odds BK           |
|            | SFK Lyn Oslo        | 0:1       | Sarpsborg FK      |
|            | Rosenborg Trondheim | 3:2       | Larvik Turn       |

### Wiederholungsspiele
| Datum      |              | Ergebnis |                |
| ---------- | ------------ | -------- | -------------- |
| 07.09.1960 | Odds BK      | 3:2      | Mjøndalen IF   |
| 14.09.1960 | Steinkjer FK | 0:2      | Fredrikstad FK |

## Viertelfinale
| Datum      |                     | Ergebnis  |              |
| ---------- | ------------------- | --------- | ------------ |
| 25.09.1960 | Rosenborg Trondheim | 4:1       | Lisleby FK   |
|            | Sandefjord BK       | 3:0       | Sarpsborg FK |
|            | Strømmen IF         | 1:1 n. V. | Odds BK      |
|            | Fredrikstad FK      | 4:0       | SK Freidig   |

### Wiederholungsspiel
| Datum      |         | Ergebnis |             |
| ---------- | ------- | -------- | ----------- |
| 02.10.1960 | Odds BK | 2:1      | Strømmen IF |

## Halbfinale
| Datum      |               | Ergebnis |                     |
| ---------- | ------------- | -------- | ------------------- |
| 09.10.1960 | Sandefjord BK | 0:4      | Rosenborg Trondheim |
|            | Odds BK       | 2:0      | Fredrikstad FK      |

## Finale
| Odds BK                                     | Odds BK | Rosenborg Trondheim | Rosenborg Trondheim |
| ------------------------------------------- | --- | --- | ------------------- |
| Odds BK                                     | \| Finale \| \| 23. Oktober 1960 in Oslo (Ullevaal-Stadion) \| \| Ergebnis: 3:3 n. V. (2:2, 2:1) \| \| Zuschauer: 31.135 \| \| Schiedsrichter: Harald Heltberg \| \| Spielbericht \| | \| Finale \| \| 23. Oktober 1960 in Oslo (Ullevaal-Stadion) \| \| Ergebnis: 3:3 n. V. (2:2, 2:1) \| \| Zuschauer: 31.135 \| \| Schiedsrichter: Harald Heltberg \| \| Spielbericht \| | Rosenborg Trondheim |
| Odds BK                                     | Evald Kihle – Tor Rønningen, Roger Svendsen – Guyla Kovacs, Magne Helland, Arvid Gravklev – Kjell Reinholdt, Per Jacobsen, Ragnar Larsen, Ove Ødegaard, Kjell Skau                   | Sverre Fornes – Nils Arne Eggen, Harald Gulbrandsen – Kjell Hvidsand, Olav Wang, Egil Nygaard – Eldar Hansen, Birger Tingstad, Paul Fornes, Kåre Rønnes, Svein Erik Jakobsen         | Rosenborg Trondheim |
| Odds BK                                     | 1:0 Per Jacobsen (30.) 2:0 Ove Ødegaard (36. Elfmeter) 3:3 Ragnar Larsen (117.) | 2:1 Eldar Hansen (42.) 2:2 Eldar Hansen (75.) 2:3 Eldar Hansen (108.) | Rosenborg Trondheim |
| Finale                                      | | |                     |
| 23. Oktober 1960 in Oslo (Ullevaal-Stadion) | | |                     |
| Ergebnis: 3:3 n. V. (2:2, 2:1)              | | |                     |
| Zuschauer: 31.135                           | | |                     |
| Schiedsrichter: Harald Heltberg             | | |                     |
| Spielbericht                                | | |                     |

### Wiederholungsspiel
| Rosenborg Trondheim                         | Rosenborg Trondheim | Odds BK | Odds BK |
| ------------------------------------------- | --- | --- | ------- |
| Rosenborg Trondheim                         | \| Finale Wiederholung \| \| 30. Oktober 1960 in Oslo (Ullevaal-Stadion) \| \| Ergebnis: 3:2 n. V. (1:1, 1:0) \| \| Zuschauer: 29.743 \| \| Schiedsrichter: Arnold Nilsen \| \| Spielbericht \| | \| Finale Wiederholung \| \| 30. Oktober 1960 in Oslo (Ullevaal-Stadion) \| \| Ergebnis: 3:2 n. V. (1:1, 1:0) \| \| Zuschauer: 29.743 \| \| Schiedsrichter: Arnold Nilsen \| \| Spielbericht \| | Odds BK |
| Rosenborg Trondheim                         | Sverre Fornes – Nils Arne Eggen, Kjell Hvidsand – Olav Wang, Harald Gulbrandsen, Egil Nygaard – Eldar Hansen, Birger Tingstad, Paul Fornes, Kåre Rønnes, Svend Erik Jacobsen                    | Evald Kihle – Tor Rønningen, Roger Svendsen – Guyla Kovacs, Magne Helland, Arvid Gravklev – Kjell Reinholdt, Per Jacobsen, Ragnar Larsen, Ove Ødegaard, Kjell Skau                              | Odds BK |
| Rosenborg Trondheim                         | 1:0 Eldar Hansen (30.) 2:1 Paul Fornes (103.) 3:2 Eldar Hansen (109.) | 1:1 Ove Ødegaard (61.) 2:2 Ragnar Larsen (106.) | Odds BK |
| Finale Wiederholung                         | | |         |
| 30. Oktober 1960 in Oslo (Ullevaal-Stadion) | | |         |
| Ergebnis: 3:2 n. V. (1:1, 1:0)              | | |         |
| Zuschauer: 29.743                           | | |         |
| Schiedsrichter: Arnold Nilsen               | | |         |
| Spielbericht                                | | |         |